# Semmering
Semmering és una ciutat del districte de Neunkirchen a l'estat austríac de la Baixa Àustria. Destaca pel seu esquí, i ha acollit diverses vegades la Copa del Món d'esquí alpí. Quan el 1854 es va completar el ferrocarril de Semmering, la ciutat es va convertir ràpidament en una popular escapada turística durant els mesos d'hivern. L'any 2011, la ciutat tenia una població permanent de 571 habitants.

## Resort

### Història de l'estació
Al tombant dels segles XIX i XX, la societat benestant vienesa va descobrir Semmering com una destinació d'estiueig propera.
El lloc es va revifar principalment amb la construcció del ferrocarril de Semmering, inaugurat el 1854.

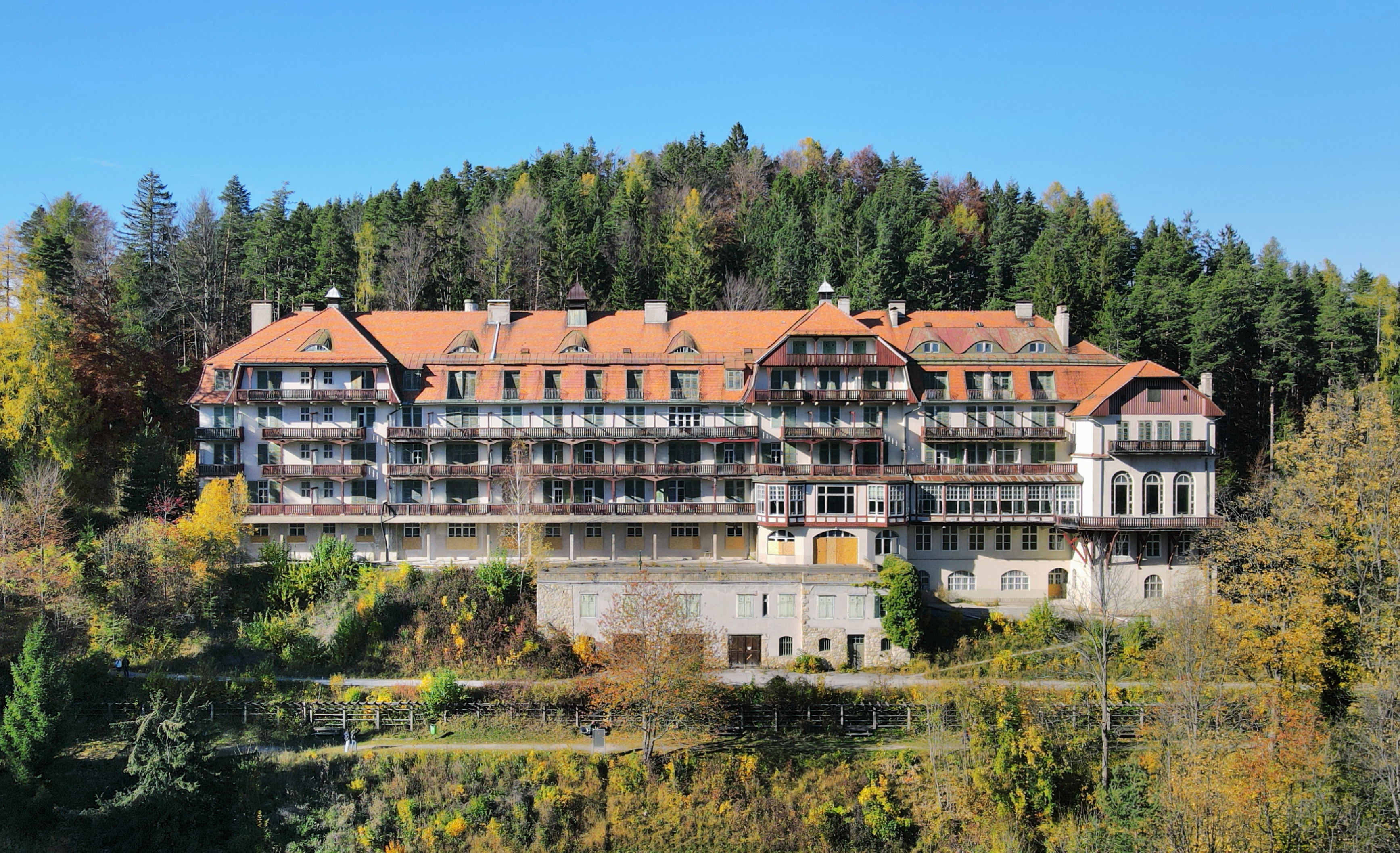
Kurhotel, construcció 1909
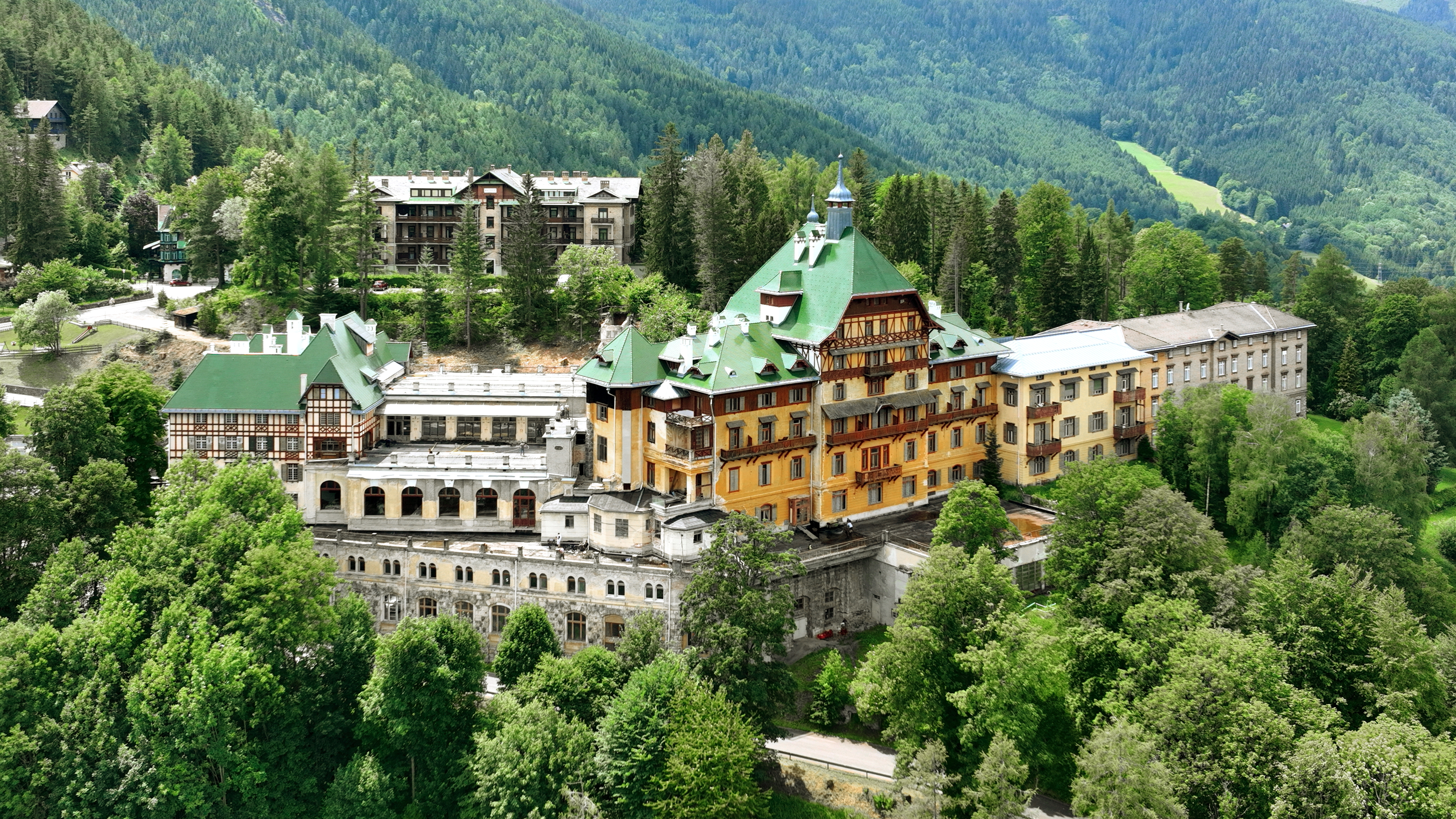
Südbahnhotel, construcció 1882
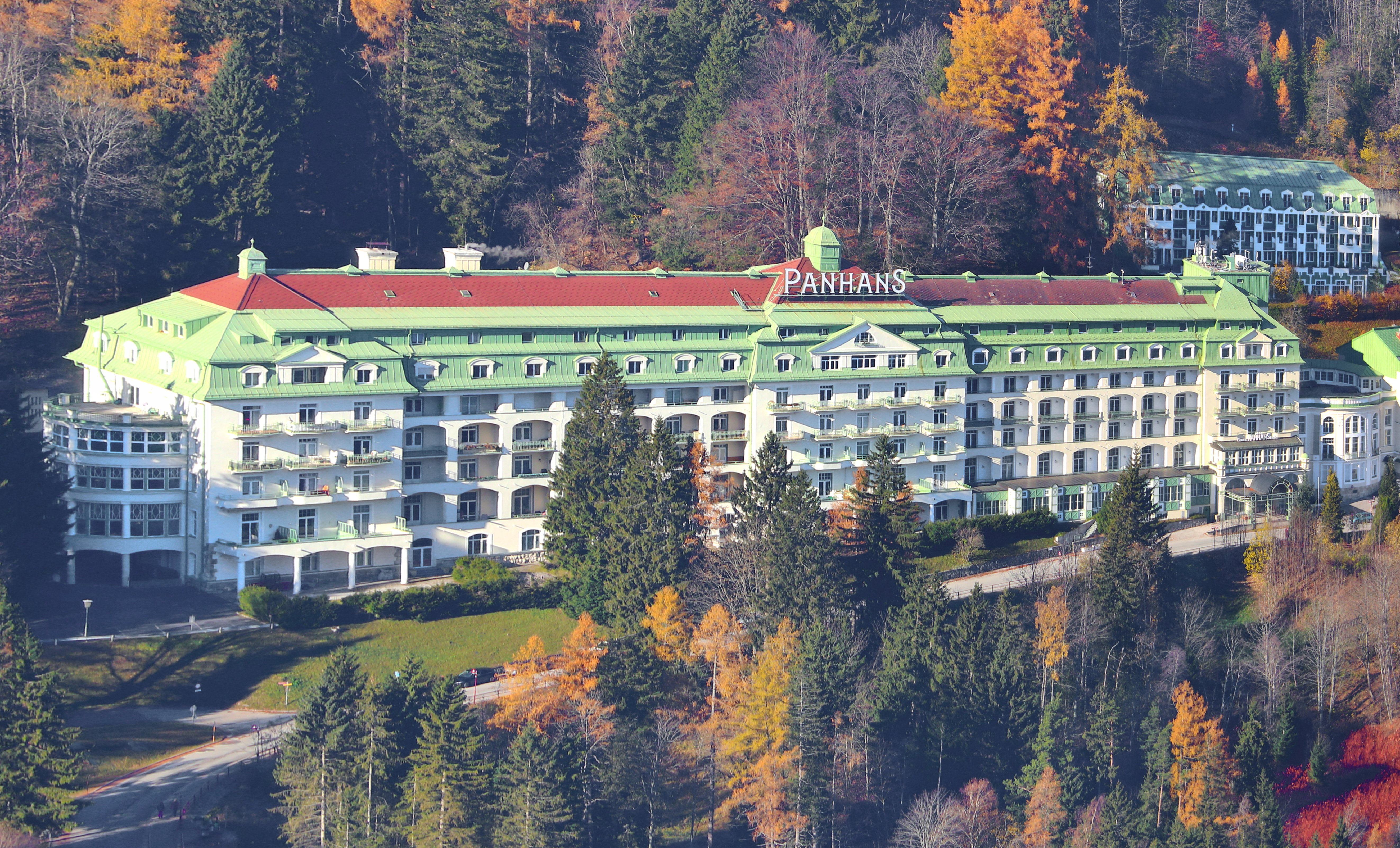
Hotel Panhans, construcció 1888 (1913)

### Ubicació
Semmering es troba a la frontera de la Baixa Àustria i Estiria a una altitud de 1.000 m sobre el nivell del mar i envoltat de bosc. La ciutat de Semmering es troba a Neunkirchen, a uns 100 km de Viena.

### Temporada d'hivern
Com és habitual, la temporada d'hivern comença al desembre i s'allarga fins a mitjans d'abril. L'estació de Semmering a l'hivern és un poble d'esquí amb:
- 14 km de pistes per a esquí diürn (3 d'elles per a principiants, 10 - intermedi, 1 - negre)
- 13 km de pistes per a l'esquí nocturn (Semmering té un dels millors sistemes d'il·luminació d'Europa)
- 12 km de pistes disponibles per a l'esquí de carreres
- pista de trineus de 3 km
- Parc de Split
- Alçada vertical fins a 400 m .

- Semmering és famosa pel seu esquí alpí i ha acollit diverses curses de la Copa del Món.
- El ferrocarril de Semmering va ser catalogat com a Patrimoni de la Humanitat de la UNESCO l'any 2005.

## Esports
Semmering ha acollit diverses vegades competicions de la Copa del Món d'esquí alpí de la FIS, de vegades durant els vespres en pistes il·luminades. Els esdeveniments acostumen a atreure molts espectadors.